# 死六臣 (テレビドラマ)
『死六臣』（サユクシン、朝: 사육신）は、韓国KBSが企画し、朝鮮民主主義人民共和国（北朝鮮）の国営朝鮮中央テレビが製作し、KBSで2007年に放送された時代劇ドラマである。日本ではKBSワールドで放送。全24話。

## キャスト
このドラマの出演者は全員北朝鮮出身の俳優である。
- ソン・サンムン（成三問）：パク・ソンウク

集賢殿（チッピョンジョン）の学士。
- チョン・ソヨン：キム・リョナ

チョン・モンジュ（鄭夢周）の庶孫。
- ク・ソルメ：チョ・ミョンエ

山の頭領ク・セチャンの娘。父セチャンをキム・ジョンソに殺され、のちに不本意ながらキム･ジョンソの養女となる。
- キム・ジョンソ（金宗瑞）：キム・スイル

ク・ソルメの養父。
- スヤン（首陽）大君/セジョ（世祖）：チェ・ボンシク

セジョンの次男。王位を狙う野心家。
- ユ・ウンブ（兪應孚）：パン・ソグン
- パク・ペンニョン（朴彭年）：イ・ブイク
- ハ・ウィジ（河緯地）：パク・ソン
- イ・ゲ（李塏）：イ・ハクチョル
- ユ・ソンウォン（柳誠源）：キム・ヨンミン
- ソン・スン（成勝）：ヤン・ヘスン
- キム・ジル（金礩）：カン・ナムン
- チャサン：キム・ソノク
- ナ・ギルソク：ソク・ソンジェ

チョン・ソヨンの養父。
- ナ・コプタン：イ・ヒャンスク

ナ・ギルソクの娘。
- ハ・チョンモク：ソン・ヨンマン
- ムス：キム・チョンギル
- チョン・インジ（鄭麟趾）：ソ・ミョンサン
- クォン・ラム（権擥）：ムン・ソンチョル
- チェ・ハン（崔恒）：キム・ヨンイル
- プブイン（府夫人） ユン（尹）氏：キム・ヨンヒ
- クンビン（謹嬪）  パク（朴）氏：キム・ウンジュ
- シン・スクチュ妻 ユン氏：ペク・スンナン
- ヤン・ジョン（楊汀）：ホン・ガンフィ
- ホン・ユンソン（洪允成）：イム・ホナム
- セジョン（世宗）：キム・ジュンシク

朝鮮4代王。
- タンジョン（端宗）：イ・ソン

朝鮮6代王。若くして王になるが、スヤンに王位を追われる。
- ヘビン（恵嬪） ヤン（楊）氏：アン・ソニョン
- ソホン（昭憲）王后：パク・クミ
- ファンボ・イン（皇甫仁）：キム・インサム
- キジョン：キム・ジョンニョン
- ホ・フ（許鋭）：パク・ナソプ
- チョン・チャンソン（鄭昌孫）：チェ・ビョンナム
- イ・ゲジョン（李季甸）：ファン・ワルチョ
- イ・ジンオク（李澄玉）：パク・チュンボム
- ファン・ヒ（黄喜）：パク・ソンドク
- ハン・ミョンフェ（韓明澮）：パク・ヨンチョル
- シン・スクチュ（申叔舟）：コ・スンニョン

## スタッフ
- 演出：チャン・ヨンボク
- 脚本：パク・インソ、キム・イルチュン